# گری کون
گری کُوْن (انگلیسی: Gary Cohn) کارآفرین، بانکدار سرمایه‌گذاری آمریکایی است. او پیشتر مشاور ارشد اقتصادی رئیس جمهور دونالد ترامپ و اداره‌کنندهٔ شورای ملی اقتصادی بود. کون در حزب دمکرات ثبت نام کرده است.او پیشتر به عنوان مدیر عملیات شرکت گلدمن ساکس فعالیت می‌کرد.